# Pannhütte
Pannhütte ist eine Ortslage im Norden der bergischen Großstadt Wuppertal.

## Lage und Beschreibung
Die Ortslage liegt auf einer Höhe von 314 m ü. NHN auf der Wasserscheide der Flusssysteme der Wupper und der Ruhr unmittelbar an der Anschlussstelle Wuppertal-Oberbarmen der südlich verlaufenden Bundesautobahn 46. Die Ortslage schließt sich nahtlos an den größeren Ortsteil Alteschmiede an.
Die Ortslage befindet sich am Rande des Wohnquartiers Nächstebreck-Ost (Stadtbezirk Oberbarmen) an der Grenze zu den Sprockhöveler Ortsteilen Gennebreck und Haßlinghausen. Nördlich der Ortslage befindet sich auf Sprockhöveler Gebiet die Ortschaften Kuxloh und Sundern. Auf der Wasserscheide liegt östlich von Pannhütte der benachbarte Ortsteil Schmiedestraße. Südliche Nachbarorte sind Kattenbreuken und Hasenkamp.

## Geschichte und Etymologie
Pannhütte ist eine Ableitung von Pfannenhütte und weist auf eine 1748 erwähnte Ziegelbrennerei im Besitz des Schmieds Johann Henrich vom Lehn hin, in der Dachpfannen hergestellt wurden. Der Ton wurde vor Ort gewonnen.
Pannhütte gehörte in der frühen Neuzeit zum Amt Wetter der Grafen von der Mark. Nach der Eroberung der Grafschaft Mark durch Frankreich war Pannhütte 1806 bis 1813 Teil der Mairie Haßlinghausen im Arrondissement Hagen des Département Ruhr im Großherzogtum Berg. 1815 kam das französisch besetzte Gebiet zu Preußen, das Mollenkotten im Folgejahr dem neu geschaffenen Landkreis Hagen zuteilte. 1887 bis 1922 gehörte Pannhütte zum Amt und der Gemeinde Haßlinghausen in dem vom Landkreis Hagen abgespaltenen Kreis Schwelm. 1929 wurde der Ennepe-Ruhr-Kreis gegründet, dem Haßlinghausen mit Pannhütte angehörte. 1970 kam Haßlinghausen zu Sprockhövel, der Bereich um Schmiedestraße mit Pannhütte wurde dabei von Haßlinghausen abgespalten und in Wuppertal eingemeindet.